# Duché de Saxe-Cobourg-Saalfeld
Pour les articles homonymes, voir Saxe-Cobourg-Saalfeld.
La Saxe-Cobourg-Saalfeld est un duché saxon qui a existé de 1735 à 1826.
Après l'extinction de la lignée de Saxe-Cobourg, en 1699, la Saxe-Saalfeld réclame son héritage, mais n'obtient satisfaction qu'après un arbitrage impérial en 1735. Les ducs de Saxe-Saalfeld deviennent alors ducs de Saxe-Cobourg-Saalfeld.
La Saxe-Cobourg-Saalfeld disparaît en 1826, après la réorganisation des duchés saxons consécutive à l'extinction de la lignée de Saxe-Gotha. Ernest III de Saxe-Cobourg-Saalfeld reçoit Gotha, mais doit céder la Saalfeld à la Saxe-Meiningen. Il prend dès lors le nom d'Ernest Ier de Saxe-Cobourg et Gotha.

## Liste des ducs de Saxe-Cobourg-Saalfeld
- 1735–1745 : Christian-Ernest (Ernest Ier)
- 1745–1764 : François-Josias
- 1764–1800 : Ernest-Frédéric (Ernest II)
- 1800–1806 : François
- 1806–1826 : Ernest III